# Тетрафторид сульфинила
Тетрафторид сульфинила — неорганическое соединение,
фтороксид серы
с формулой SOF4,
бесцветный газ,
реагирует с водой.

## Получение
- Фторирование тионилфторида пентафторидом брома под давлением:

{\displaystyle {\mathsf {5SOF_{2}+2BrF_{5}\ {\xrightarrow {280^{o}C,134bar}}\ 5SOF_{4}+2Br_{2}}}}
- Окисление тетрафторида серы кислородом::

{\displaystyle {\mathsf {2SF_{4}+O_{2}\ {\xrightarrow {NO_{2},200^{o}C,75bar}}\ 2SOF_{4}}}}

## Физические свойства
Тетрафторид сульфинила образует бесцветный газ с удушливым запахом, который хранят под давлением в стальных баллонах.
Не разъедает стекло.

## Химические свойства
- Реагирует с водой при комнатной температуре с выделением большого количества тепла и образованием сульфурилфторида:

{\displaystyle {\mathsf {SOF_{4}+H_{2}O\ {\xrightarrow {}}\ SO_{2}F_{2}\uparrow +2HF}}} и при температуре выше +150°C из-за образования промежуточного продукта сульфурилфторида:
{\displaystyle {\mathsf {SOF_{4}+3H_{2}O\xrightarrow {>+150^{o}C} \ H_{2}SO_{4}+4HF\uparrow }}}
- С пентафторидом мышьяка образует аддукт, который используют для получения очень чистого SOF4:

{\displaystyle {\mathsf {SOF_{4}+AsF_{5}\ {\xrightarrow {}}\ SOF_{4}\cdot AsF_{5}}}}